# Bröllopet mellan arvprins Gustaf Adolf och Sibylla av Sachsen-Coburg-Gotha
Bröllopet mellan arvprins Gustaf Adolf och Sibylla av Sachsen-Coburg-Gotha, sedermera föräldrar till kung Carl XVI Gustaf, hölls den 19–20 oktober 1932 i Coburg i Bayern, Tyskland. Paret hade förlovat sig den 16 juni 1932 på slottet Callenberg utanför Coburg.

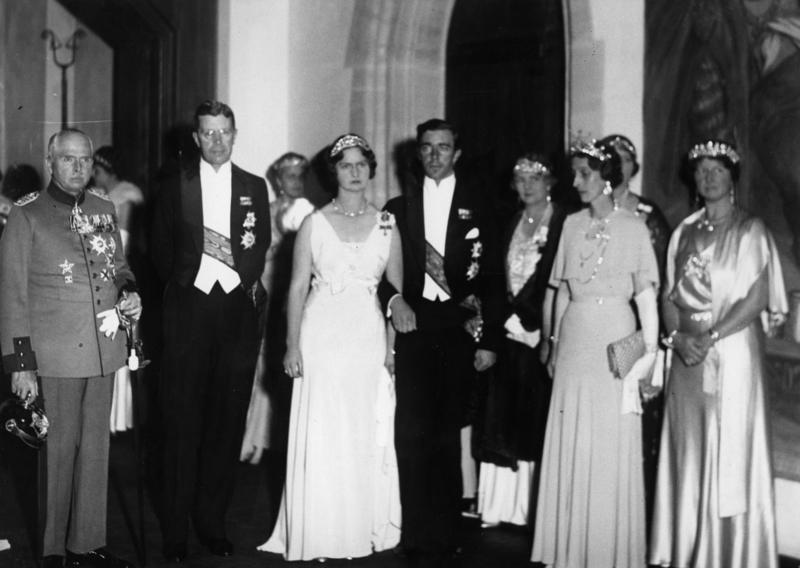
Brudparet med föräldrar på Veste Coburg år 1932.
(Från vänster:) Karl Edvard, kronprinsen Gustaf Adolf, sedermera kung Gustaf VI Adolf, prinsessan Sibylla, prins Gustaf Adolf, kronprinsessan Louise, sedermera drottning Louise och Victoria

Paret vigdes borgerligt den 19 oktober på Veste Coburg och kyrkligt den 20 oktober 1932 i Morizkyrkan. 67 kungligheter och furstligheter närvarade vid ceremonin. Bröllopet firades med offentliga festligheter, såsom en kortege, eftersom rikspresident Hindenburg hade gett order om militära hedersbetygelser.

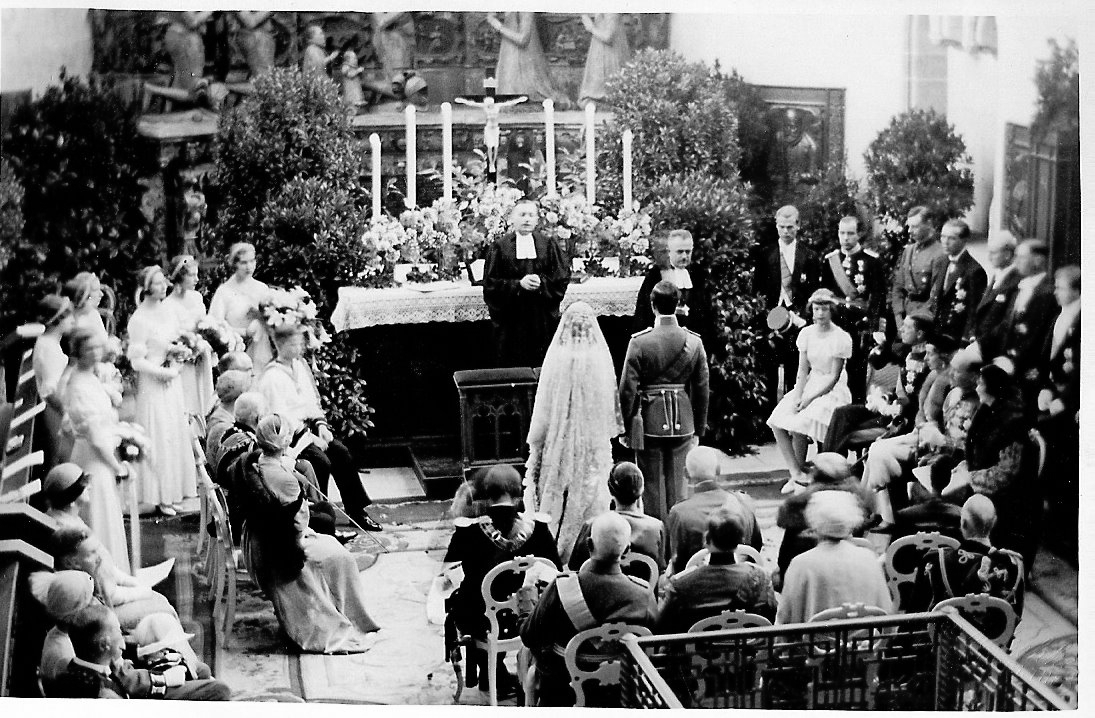
Foto från brudparets kyrkliga vigsel i Morizkyrkan

## Politisk bakgrund

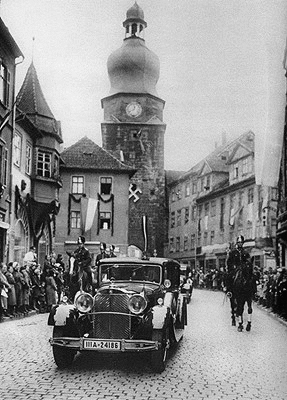
Kortegen framför Spitaltor

Vigselförrättare var staden Coburgs borgmästare Franz Schwede. Då majoriteten i Coburgs stadsråd sedan 1930 kontrollerades av NSDAP fick firandet en anstrykning av nazism. Talrika in- och utländska journalister rapporterade från Schwedenhochzeit i ett med hakkors smyckat Coburg. Adolf Hitler hörde till de inbjudna, men hade tackat nej. Brudens far Karl Edvard var personlig vän till Hitler sedan 1922, och såväl Hitler som Göring skickade lyckönskningstelegram.

## Firande i Sverige

Bröllopskonfekt tillverkad i samband med bröllopet.

Parets bröllopsresa gick till Italien och de anlände med ångfartyg till Trelleborg den 24 november och med tåg till Stockholm på förmiddagen den 25 november 1932. De togs emot vid Stockholms centralstation av bland andra statsminister Per Albin Hansson och kungafamiljen. Färden till Stockholms slott skedde med kortege via Vasagatan, Kungsgatan, Drottninggatan, Gustav Adolfs torg, Skeppsbron, Logårdstrappan och östra valvet på slottet. 
Efter ankomsten samlades kungafamiljen i slottskyrkan för Te Deum. Psalmerna "Jag lyfter mina händer" och "Nu tacka Gud, allt folk" sjöngs.
Lördagen den 26 november framfördes gratulationer till brudparet vid en mottagning i Nordstjärneordens sal, och dagen avslutades med en musikalisk soaré i Rikssalen och supé i stora Festvåningen. På söndagen gavs en galaföreställning på Kungliga Operan av bland annat första akten av Lohengrin samt några av akterna i Figaros bröllop och baletten Sylfiderna.